# Hans Göldner
Hans Woldemar Erhard Göldner (Cossebaude, Dresden, 19 de fevereiro de 1928) é um engenheiro mecânico alemão.

## Formação e carreira
Em 1944 prestou serviço militar durante a Segunda Guerra Mundial e foi prisioneiro de guerra. Obteve o Abitur em Dresden em 1947. Obteve o diploma de engenheiro mecânico em 1952 na Universidade Técnica de Dresden (TUD).
Foi depois Wissenschaftlicher Assistent na TUD, onde trabalhou na área de resistência dos materiais com os professores Heinz Neuber e Arthur Weigand – e depois com outros professores, por exemplo Günther Landgraf ou Franz Holzweißig. Obteve um doutorado em 1960 e em outubro do mesmo ano foi professor do Institut für Festigkeitslehre und Schwingungsforschung da TUD.
Göldner obteve a habilitação em 1963. Foi a partir de 1964 em Dresden professor de resistência dos materiais até 1994. Foi sucedido por Herbert Balke.

## Publicações selecionadas
- Hans Göldner, Franz Holzweißig: Leitfaden der Technischen Mechanik. 11. Edição. VEB Fachbuchverlag Leipzig, 1989, ISBN 9783343004973
- Hans Göldner et al.: Lehrbuch Höhere Festigkeitslehre. Volume 1. 2. Edição. VEB Fachbuchverlag Leipzig, 1984
- Hans Göldner et al.: Lehrbuch Höhere Festigkeitslehre. Volume 2. 2. Edição. VEB Fachbuchverlag Leipzig, 1989, ISBN 9783343004966
- Hans Göldner et al.: Arbeitsbuch Höhere Festigkeitslehre. 2. Edição. VEB Fachbuchverlag Leipzig, 1981